# Новоданилівська сільська рада (Оріхівський район)
Новодани́лівська сільська́ ра́да — адміністративно-територіальна одиниця та орган місцевого самоврядування в Оріхівському районі Запорізької області. Адміністративний центр — село Новоданилівка.

## Загальні відомості
- Територія ради: 61,764 км²
- Населення ради: 1 006 осіб (станом на 2001 рік)
- Територією ради протікає річка Кінська

## Населені пункти
Сільській раді підпорядковані населені пункти:
- с. Новоданилівка

## Склад ради
Рада складається з 12 депутатів та голови.
- Голова ради: Бережко Микола Петрович
- Секретар ради: Євсєєв Володимир Юрійович

### Керівний склад попередніх скликань
| Прізвище, ім'я, по батькові | Основні відомості                                                               | Дата обрання | Дата звільнення |
| --------------------------- | ------------------------------------------------------------------------------- | ------------ | --------------- |
| Бережко Микола Петрович     | Сільський голова, 1963 року народження, член Народної партії                    | 26.03.2006   | 31.10.2010      |
| Бережко Микола Петрович     | Сільський голова, 1953 року народження, освіта середня спеціальна, безпартійний | 31.10.2010   |                 |

Примітка: таблиця складена за даними сайту Верховної Ради України

### Депутати
За результатами місцевих виборів 2010 року депутатами ради стали:

#### За суб'єктами висування
| Суб'єкт висування | Кількість обраних депутатів | %    |
| ----------------- | --------------------------- | ---- |
| Партія регіонів   | 7                           | 58,3 |
| Самовисування     | 5                           | 41,7 |

#### За округами
| № округу        | Прізвище, ім'я, по батькові     | Дата визнання обраним | Освіта             | Партійна приналежність                  | Відомості про обраного депутата               |
| --------------- | ------------------------------- | --------------------- | ------------------ | --------------------------------------- | --------------------------------------------- |
| Партія регіонів |                                 |                       |                    |                                         |                                               |
| 1               | Мірошніченко Олександр Іванович | 03.11.2010            | середня            | позапартійний                           | ТОВ "СГП"Данко", електрик                     |
| 4               | Триказюк Ігор Євгенович         | 03.11.2010            | середня            | член Партії регіонів                    | фермерське господарство «Триказюк», голова    |
| 5               | Чубенко Дмитро Миколайович      | 03.11.2010            | вища               | член Партії регіонів                    | ТОВ "СГП"Данко", тракторист                   |
| 6               | Назаренко Олег Степанович       | 03.11.2010            | вища               | член Партії регіонів                    | ТОВ «Ірбіс», охоронець                        |
| 7               | Сьомченко Ігор Володимирович    | 03.11.2010            | середня            | член Партії регіонів                    | Придніпровська залізниця, охоронець           |
| 8               | Бєлорус Тетяна Іванівна         | 03.11.2010            | середня            | член Партії регіонів                    | тимчасово не працює                           |
| 11              | Бусько Марія Йосипівна          | 03.11.2010            | середня спеціальна | член Партії регіонів                    | тимчасово не працює                           |
| Самовисування   |                                 |                       |                    |                                         |                                               |
| 2               | Країло Оксана Степанівна        | 03.11.2010            | середня спеціальна | позапартійна                            | Новоданилівськасільська рада, інспекторВОС    |
| 3               | Пірожок Євдокія Іванівна        | 03.11.2010            | вища               | позапартійна                            | Новоданилівськасільська рада, земле-упорядник |
| 9               | Кононенко Тетяна Павлівна       | 31.01.2011            | середня            | член Політичної партії «Сильна Україна» | Новоданилівська сільська рада, бухгалтер      |
| 10              | Євсєєв Володимир Юрійович       | 03.11.2010            | вища               | позапартійний                           | відділ освіти РДА, системний адміністр.       |
| 12              | Андрущенко Віра Дмитрівна       | 03.11.2010            | середня спеціальна | позапартійна                            | тимчасово не працює                           |